# Скифы (футбольный клуб)
«Скифы» — украинский футбольный клуб из города Львова. Участник второй украинской лиги — 1995/96. Победитель группы любительского чемпионата Украины 1994 года.

## Прежние названия
- до 10 июня 1995: ФК «ЛАЗ»
- 10 июня 1995 — июль 1995: ФК «Скифы-ЛАЗ»
- 1995—1996: СК «Скифы»

## История
До 1994 года команда выступала на любительском уровне и представляла коллектив Львовского автобусного завода. В 1994 году «ЛАЗ» стал победителем первой группы Любительской лиги Украины и завоевал право выступать среди профессионалов. «ЛАЗ» стартовала в третьей лиге и заняла по итогам сезона 9-е место. Со следующего сезона третью лигу упразднили и клуб под новым названием ФК «Скифы-ЛАЗ» выступал во Второй лиге. Команда снялась после первого круга изменила название на СК «Скифы» и продолжила выступления в чемпионате области.

## Главные тренеры
- Михаил Вильховой (1994—1995)